# قوسار
 قوسار  (بالأذربيجاني: Qusar) هي مدينة صغيرة في شمال جمهورية الأذربيحان، وهي مركز للمنطقة الإدارية قوسالر.

## أراضيها
يقع قوسار على نهر قوسار شاي ومحاطة بالجبال.
لها حدود من الشمال مع روسيا، من الشرق مع منطقة خاشماز ، من الجنوب مع منطقة قوبا ومن الغرب مع منطقة غابالا. تُشكّل أراضيها 1542 كم. تتكون من 88 قرية.

### طبيعتها
موجود هناك أكثر من 220 نوع من النباتات في المنطقة المساحة الغابات 22.500 هكتار.
من الممكن أن نرى في أراضيها معادن كثيرة، مثل مرمر، حجر جيري وهلم جرا.

### المناخ
تقع كاوسار في منطقة مناخ شبه استوائي والجزء الشمالي منها يقع في منطقة المناخ المعتدل. ولكن بسبب ارتفاعات فوق مستوى سطح البحر ومع الاقتراب من فصل الشتاء من كل عام تجد الجبال دائماً أكثر برودة على سفوحها، أما فصل الصيف فهو معتدل ليس بساخن. درجة حرارة الهواء يمكن أن تتغير أكثر من 15 درجة على مدار اليوم. على سبيل المثال، أحياناً في الصيف يعقب ارتفاع درجات الحرارة هطول الأمطار المتواصلة لعدة أيام بعد الطقس الحار.

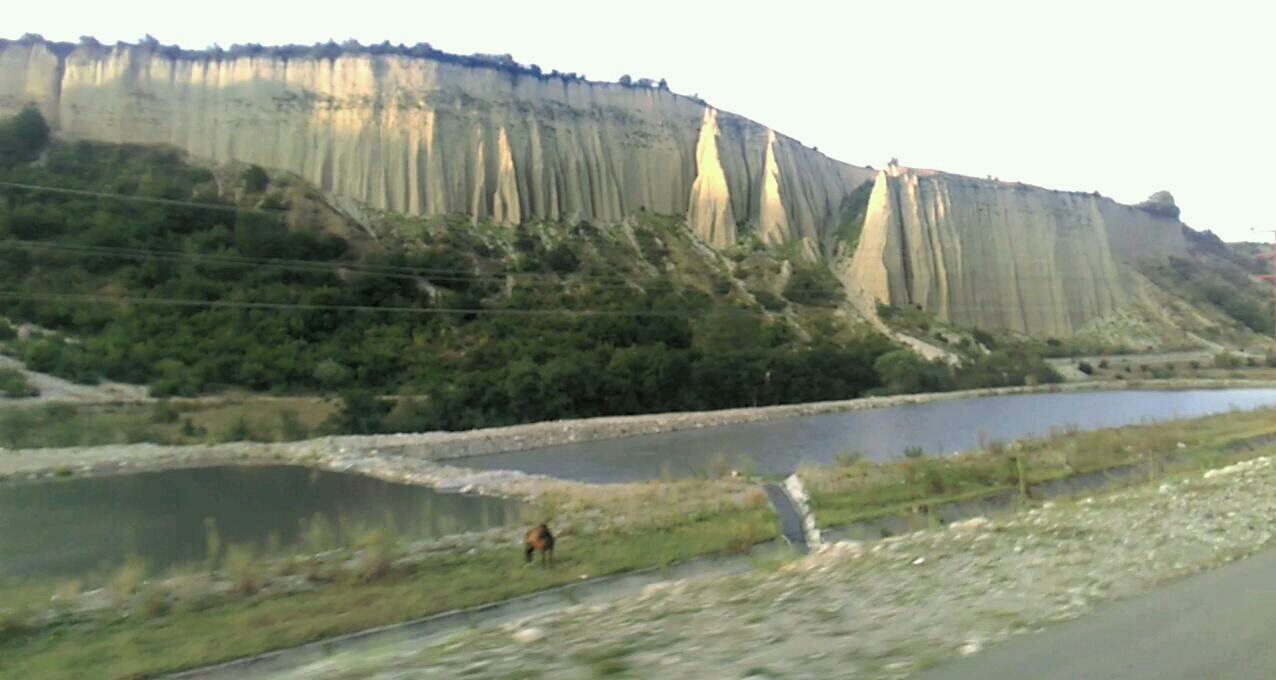
قوسار شاي

## السكانية
كان آخر تعداد رسمي في عام 2011 وبلغ عدد سكان المدينة 91 ألف نسمة.
ما يقارب أحد وعشرون بالمائة من السكان يعيشون في المدينة، والبقية يعيشون في تسع وسبعين من القرى.

## التاريخ
تأسست مدينة قوسار في عام 1930 ووقعت في شمال – شرق جمهورية أذربيجان. تم إلغاء منطقة قوسار في عام 1929 وانقسمت إلى الأرياف. بعد ذلك تمت إنشائها مدينة حالية قوسار وكانت مركزها قرية هيل.
في عام 1934 انتقلت مركز المنطقة إلى قوسار واكتسبت اسم مدينة منذ عام 1938.

### التسمية
عن مصادر اسم المواقع موجود أفكار مختلفة.
وفقا للأسطورة، بعد إلحاق أذربيجان إلى روسيا، جيش قوسار توقع في أراضيها قوصار وسمي نفس المكان باسم نفس جيش.
وفقا للأسطورة أخرى، كليمة قوسار تشكلت من جزأين << قوس/ قوظ >> (اسم القبيلةالتركية القديمة) و << ار>> (رجل) ومعنى " رجل من القس.
من الممكن أن نرى كلمة قوسار في مؤلف << كولوسطاني إيرام >> للكاتب الفذ أباس قولي آغا باكيخانوف. هناك اسم قرية قوسار في الجزء الذي يتحدث من الأحداث التي أصبحت في عام 1602.

## السياحة
تعد قوسار من أهم الواجهات السياحة في أذربيجان. كما أنها تضم أعلى القمم الجبلية في البلاد مثل بازار دوزو وقرية شاه داغ وقرية لازا.

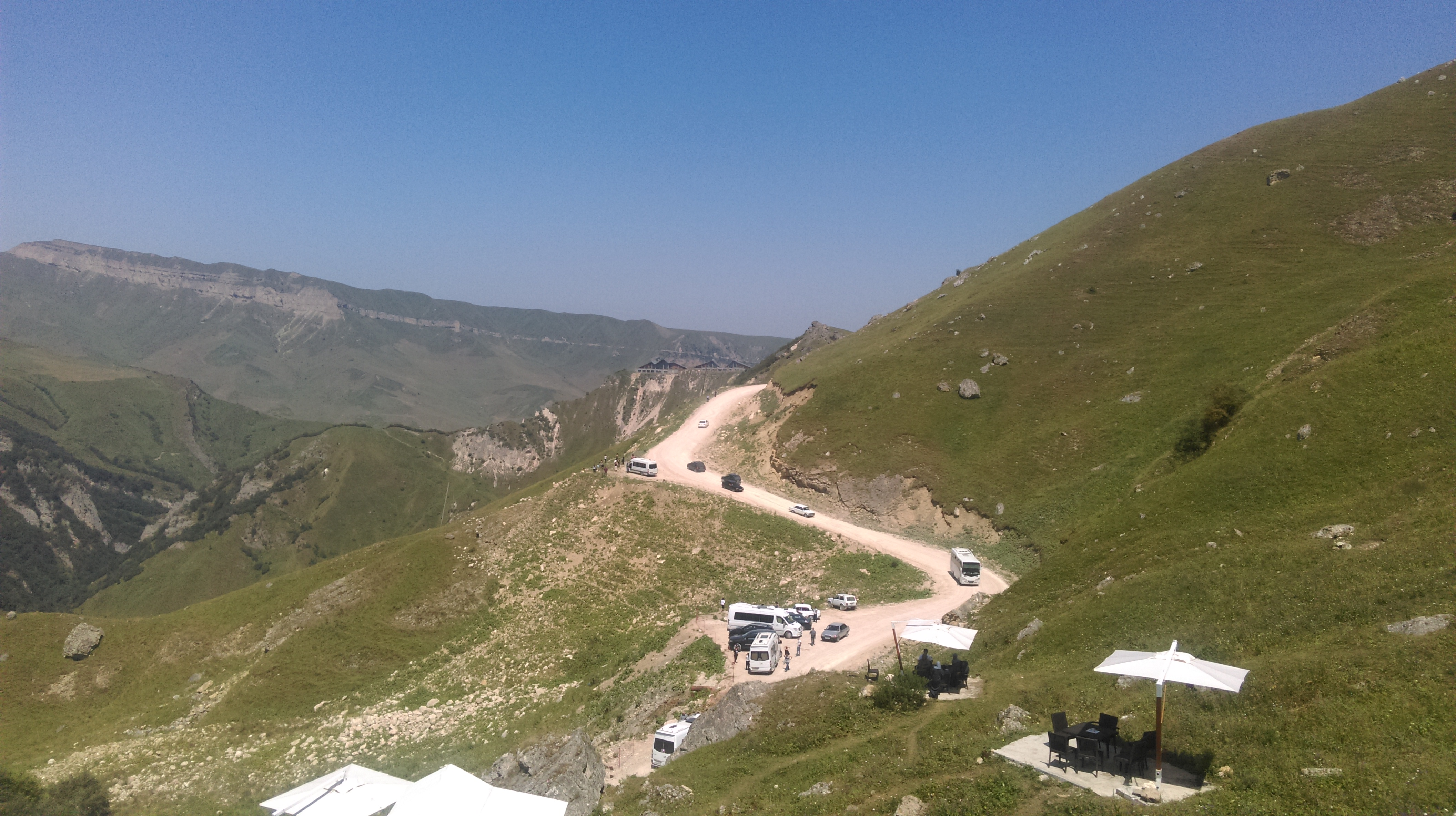
قرية لازا في منطقة قوسار

### شاه داغ
(بالأذربيجاني – Şahdağ (يتواجد فيها مركز <<شاهداغ>> للسياحة الذي أنشئ حديثا ويعد أفضل مركز شتوي رئيسي للسياحة
 الأذربيجانية.
تقع منطقة شاهداغ في القسم الشمالي الشرقي من أذربيجان في ظل جبال القوقاز الشاهقة التي تحتوي على مناظر من جمال الطبيعة لا يمكن وصفها.
يزداد منتجع شاهداغ في منطقة قوصار اشتهارا يوماً بعد يوم وتدخل في قائمات التقييم للسياح. يرتغع المجمع حوالي 1300- 2300 متر عن مستوى سطح البحر ويبلغ مساحته 1600 سائح في يوم.
سيتكمل الزوار من الاختيار من بين مجموعة متنوعة من أماكن الإقامة وزعت في جميع أنحاء  المجمع تتراوح ما بين الفنادق الفاخرة والأماكن الفردية.
```
وتضم شاهداغ مجموعة من الأنهار الجليدية والبحيرات الجبلية الخلابة والأخاديد، لتكون المنطق بذلك بمثابة كنز بيئي يضم أنواعا عديدة من النباتات والحيوانات.
```

يزداد منتجع شاهداع في منطقة قوصار اشتهارا يوما بعد يوم وتدخل في قائمات التقييم للسياح.
. في منطقة قوصار فنادق << بارك شاليت >>, << شاهداغ هوتيل اند سبا >>, << فندق زيروا >> , << بيك بالاس>>

### لازا

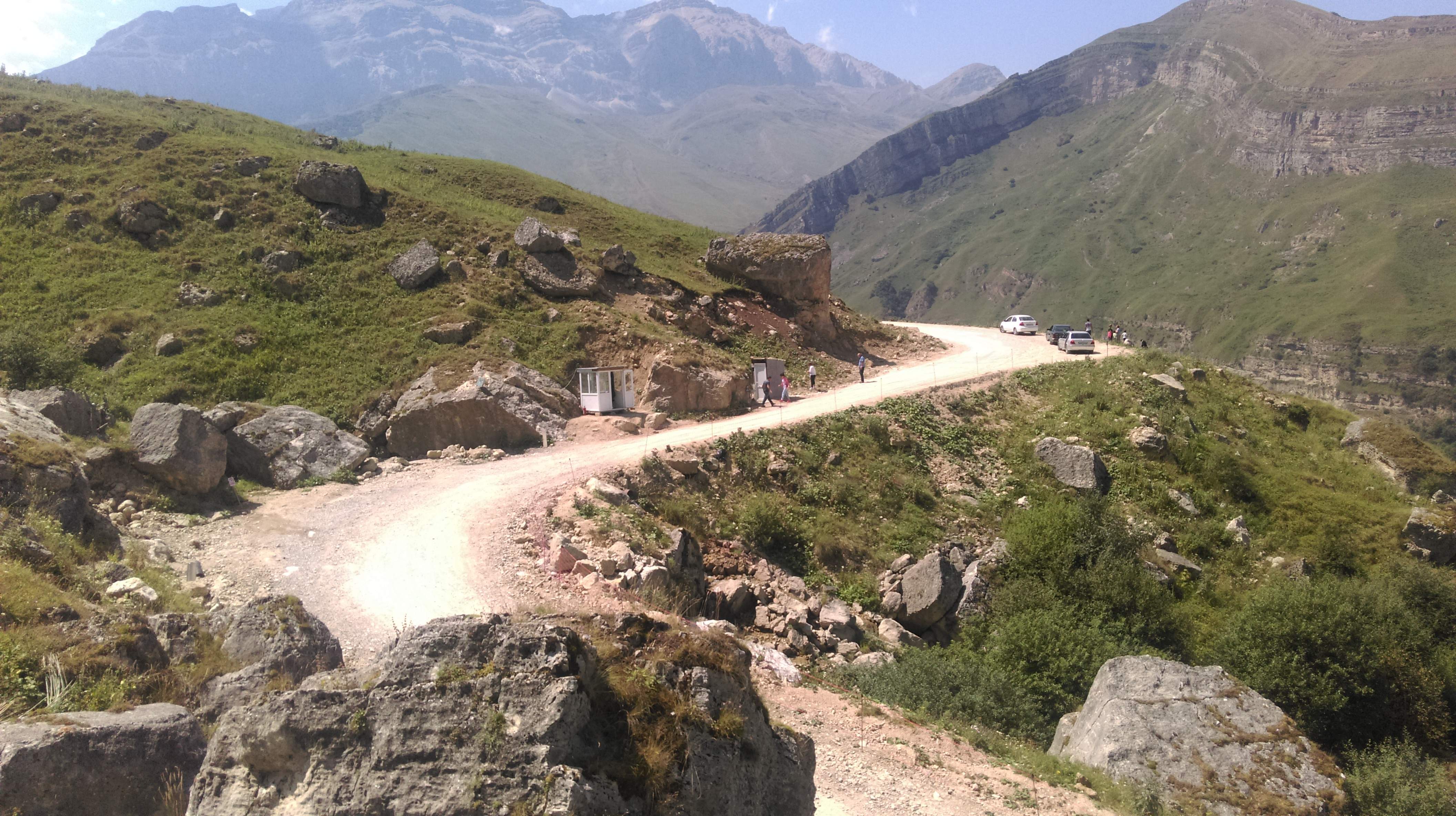
منظرة جميلة لقرية لازا

هي مدينة تقع في قسم شمال شرق من سلسلة جبال القوقاز، في ارتفاع 4242 مترا على سطح البحر.
```
يبلغ عدد سكان قرية لازا حوالي 130 نسمة.
```

كانت تسمة لازا باسم «صاده» وهي تعد من القرية القديمة في منطقة قوصار.
كان معظم سكانها من شعب لزقي. تشكل شعب لزقي %74 في المئة من سكان.
يستمر فصل الشتاء فيأذربيجان حوالي ثلاثة أشهر، وتتراوح درجة الحرارة فيها تحت الصفر. تسقط الثلوج في قرية لازا والمناطق الجبلية على مدار شهرين ويتكون الجليد.